# ORS Service
ORS ist ein Dienstleistungsunternehmen, das Aufgaben in der Betreuung von geflüchteten Menschen übernimmt. Seit 2022 gehört das Unternehmen zur internationalen Serco Group mit Sitz in London und bildet zusammen mit der 2023 von Serco gekauften European Homecare (EHC) den Sektor Immigration Europe.

## Geschichte
Das Unternehmen wurde mit der Bezeichnung „Organisation für Regie- und Spezialaufträge“ im Jahr 1992 in der Schweiz gegründet. Zunächst wurden Fachkräfte für die Tourismusbranche vermittelt. Danach folgte die Erbringung von Dienstleistungen im Auftrag des Bundes. Der durch den Kosovokrieg ausgelöste Zustrom von Flüchtlingen in die Schweiz liess ORS zu einer Partnerorganisation der öffentlichen Hand werden. Die drei Buchstaben "ORS" stehen heute für "Organisation for Refugee Service". Rund 2'800 Mitarbeitende sind für das Unternehmen tätig. Zusammen mit dem Schwesterunternehmen European Homecare beschäftigt das Unternehmen rund 5'300 Mitarbeitende.
2017 nahm der britische Eigentümer Equistone eine Umstrukturierung und Neuausrichtung des Unternehmens in Richtung Integrationsdienstleistungen vor.
2022 wurde ORS durch das britische Dienstleistungsunternehmen Serco übernommen.
2024 begann ein Integrationsprozess mit dem Schwesterunternehmen European Homecare.

## Tätigkeiten und Tochtergesellschaften
Die 2012 gegründete ORS Management AG in der Schweiz nimmt für die anderen Gesellschaften administrative Aufgaben wahr. 2018 wurde in der Schweiz zudem die ORS Integration AG gegründet, die sich auf Dienstleistungen im Bereich Arbeitsmarktintegration und -vermittlung spezialisiert hat und inzwischen in die ORS Service AG integriert wurde.

### Schweiz

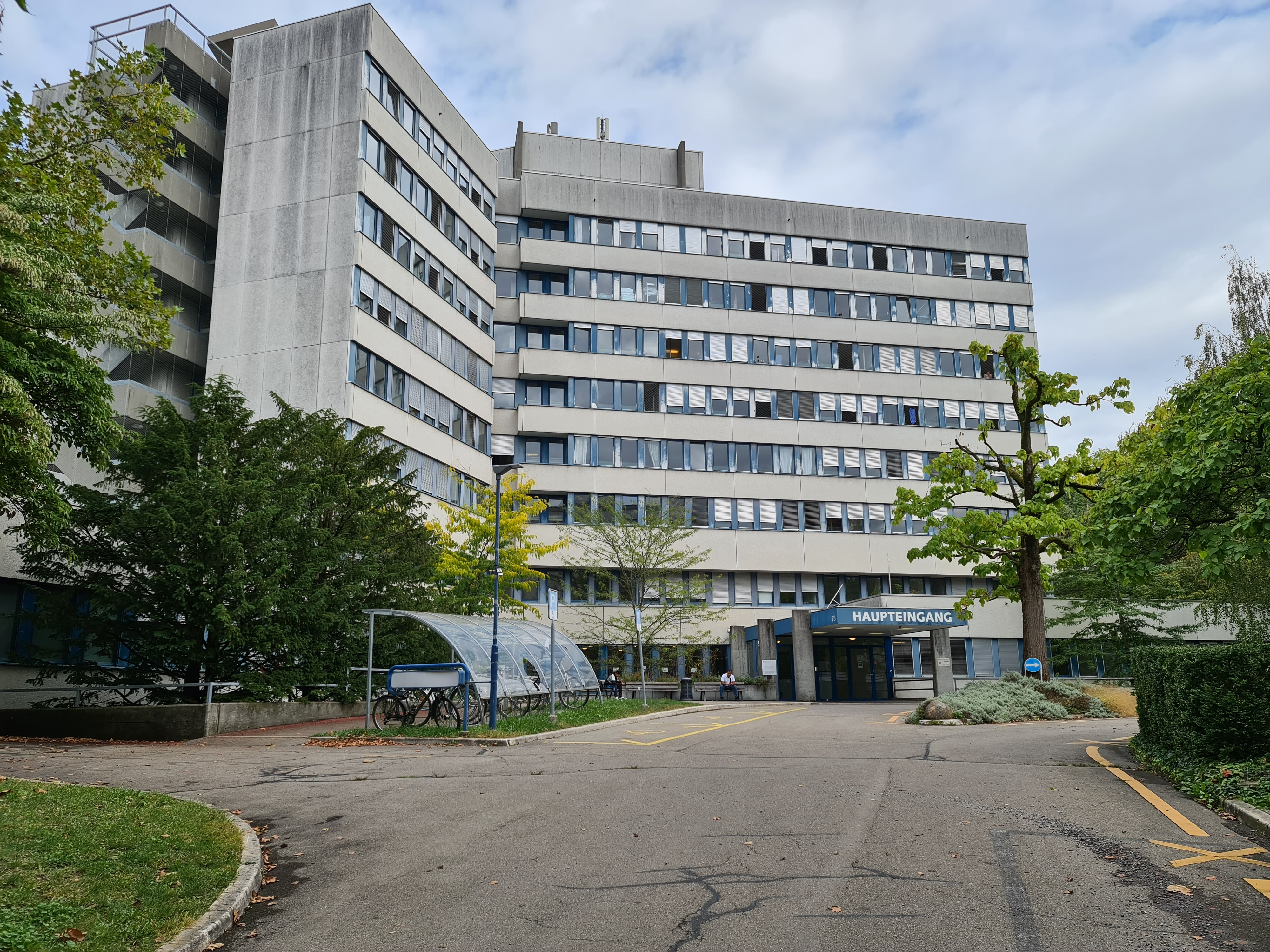
Bundesasylzentrum Bern

Aufgaben in der Unterbringung, Betreuung und Integration von Asylsuchenden und anerkannten Flüchtlingen erbringt ORS heute in der Schweiz sowohl für den Bund (SEM), als auch auf Kantons- und Gemeindeebene. ORS ist für die Bundesasylzentren in der Region Nordwestschweiz, Bern und Westschweiz tätig. Auf kantonaler Ebene arbeitet das Unternehmen in Aargau, Basel-Stadt, Bern, Freiburg, Solothurn und Zürich. Zudem haben knapp 30 Städte- und Gemeinden in der Deutschschweiz die Begleitung und Integration von Flüchtlingen an ORS übertragen. ORS beschäftigt in der Schweiz mehr als 2200 Mitarbeitende.

### Österreich

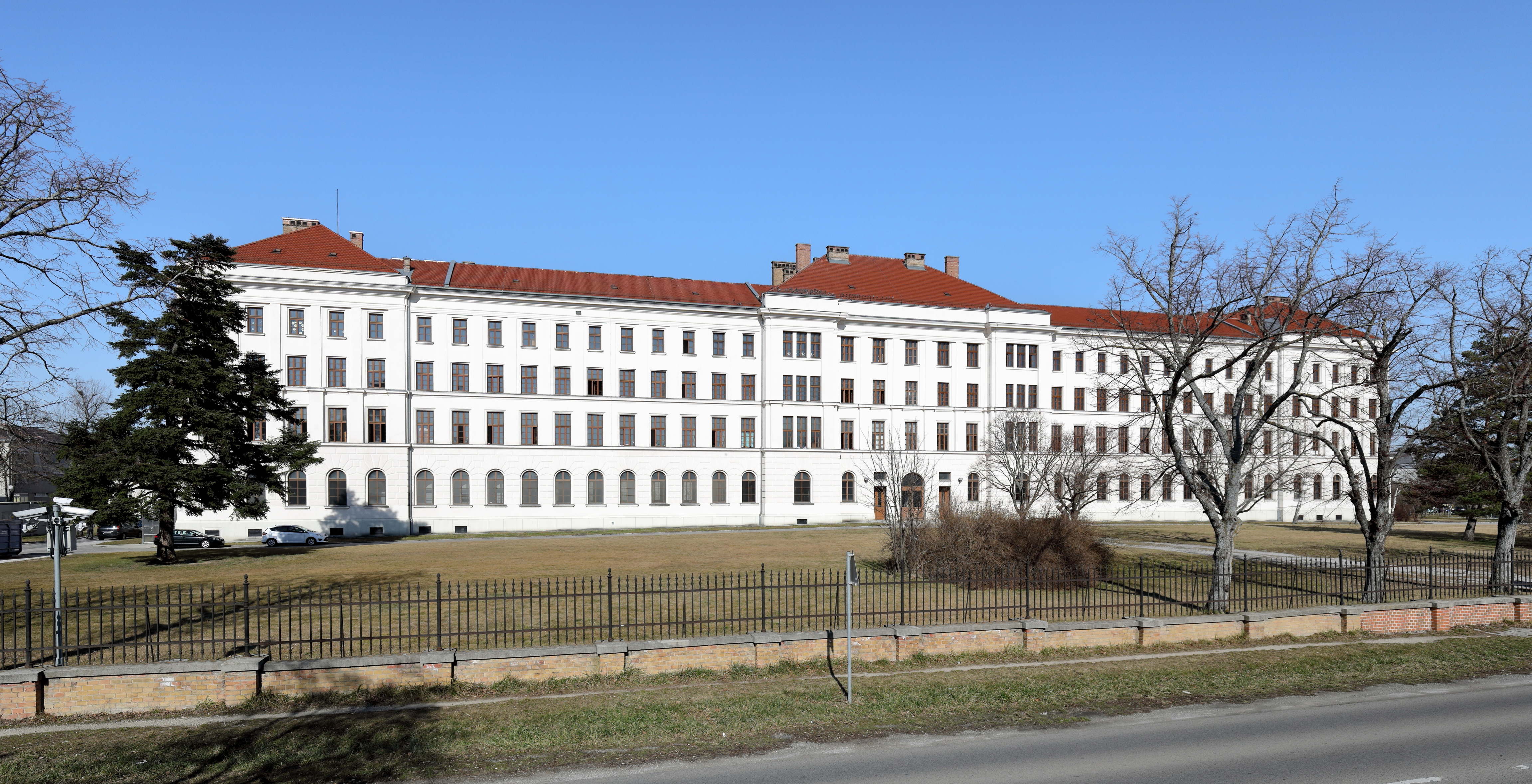
Erstaufnahmelager der Republik Österreich in Traiskirchen

2012 wurde die österreichische Tochtergesellschaft ORS Service GmbH mit Sitz in Wien gegründet, die seither mit der Betreuung der Asylwerber im Namen der Republik Österreich beauftragt war. Ende 2020 gab das Unternehmen das Betreuungsmandat an die von der österreichischen Bundesregierung gegründete Bundesagentur für Betreuungs- und Unterstützungsleistungen zurück. ORS bietet ihre Dienstleistungen derzeit in den Bundesländern Nieder- und Oberösterreich, Kärnten, Steiermark und in Vorarlberg an.

### Deutschland
Die Tochtergesellschaft ORS Deutschland GmbH mit Sitz in Freiburg im Breisgau wurde 2014 gegründet. Sie erbringt Dienstleistungen in der Betreuung geflüchteter Menschen in Aufnahmeeinrichtungen und Gemeinschaftsunterkünften in den deutschen Bundesländern Baden-Württemberg, Bayern, Hessen, Nordrhein-Westfalen und Rheinland-Pfalz. Die Mitarbeiterzahl ist im Jahr 2024 auf über 600 angewachsen. Durch die Bündelung der Aktivitäten von ORS und European Homecare ist die Anzahl Mitarbeitende deutschlandweit auf rund 3000 angestiegen.

### Italien
Die italienische Tochtergesellschaft wurde im Jahr 2018 gegründet und hat ihren Sitz in Rom. Auf Sardinien, in Mailand und Rom werden aktuell 3 Erstaufnahmenzentren (CAS) geführt. Zudem ist ORS für die Betreuung im Rückkehrzentrum (CPR Ponte Galleria) in Rom beauftragt.

## Zertifizierung
Die ORS-Gruppe besitzt folgende Zertifizierungen:
- Qualitätssystem ISO 9001:2015 & ISO 21001:2018 &
- Qualitätsanforderungen des Bundesamtes für Sozialversicherungen BSV-IV 2000
- Schweizer EduQua-Label und IN-Qualis